# Krsto Delišimunović
Krsto Delišimunović od Kostanjevca (? - oko 1696.), hrvatski vojni zapovjednik iz hrvatske plemenitaške obitelji Delišimunovića. Bio je graničarski časnik. Službovao je u konjaničkim postrojbama. Ženidbama je stekao imanja i utjecaj. Očuh je Franje Krste Jelačića, kojeg je posinio.
Potomak kliškog kaštelana Šimuna Radojčića "Delišimuna", po kojemu se obitelj prozvala Delišimunović. Krsto je sin Franje Delišimunovića, zapovjednika Žumberka. 
Posjedovao je imanja u Švarči kod Karlovca te od 1650. dvor Gradac u karlovačkoj okolici. 
Vojničku karijeru je napravio u karlovačkoj vojnoj krajini. Bio je kapetan u Tounju, Bariloviću, Križanić-Turnju, zapovjednik u Plaškom. 
Došao do položaja karlovačkog podgenerala. Nije stao uz zrinsko-frankopansku urotu. Priklonio se kralju odnosno protivnicima urote pa je 1670. pomogao gušenju banske krajine koje je bila prozrinska. Za tu protuurotničku ulogu dobio je 1677. imanje Turanj kod sv. Jane, koje je prije pripadalo Franji Bukovačkom. Nakon sloma urote sudjelovao u pustošenju urotničkih posjeda (dvor Zrinskih Pribić, grad i posjeda F. Bukovačkog, Turanj u selu Draga kraj današnje Gorice Svetojanske u okolici Jastrebarskog). 
Plemstvo mu je potvrđeno 1659. godine. Barunski naslov dobio 9. kolovoza 1675. godine, a plemstvo je njemu i posinku proglašeno u Hrvatskom saboru 1678. godine.
U sukobu s Delišimunovićevim snagama poginuo je Mustaj-beg Hasumović, osmanski bihaćki kapetan, koji je u hrvatskoj povjesnici često bio poistovjećivan sa svojim suvremenikom koji je bio ličkim sandžakbeg (1653.) i junak hrvatskih muslimanskih narodnih pjesama Mustaj-begom Ličkim.